# Igor Waliłko

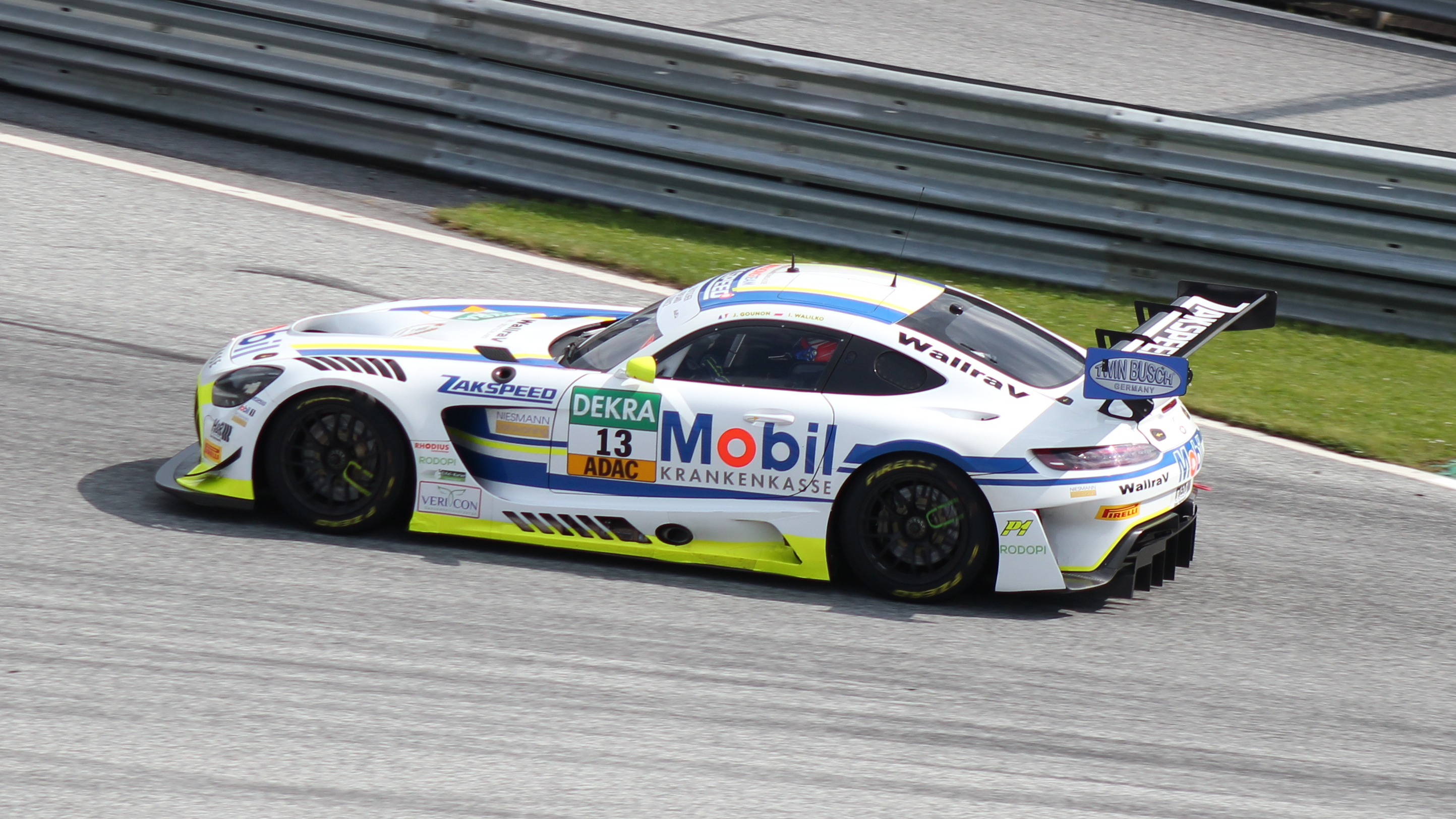
Der von Igor Waliłko gefahrene Mercedes-AMG GT3 Evo beim ADAC GT Masters-Rennen auf dem Red Bull Ring 2021

Igor Waliłko (* 12. September 1997) ist ein polnischer Automobilrennfahrer.

## Karriere

### Kart- und Formelsport
Igor Waliłko fuhr von 2008 bis 2013 Kart in verschiedenen nationalen und internationalen Meisterschaften. Seine besten Kartsport-Ergebnisse erzielte er 2009 mit dem dritten Platz in der KF5-Wertung der Belgischen Kartmeisterschaft und 2012 mit dem Meistertitel in der KF2-Klasse der Trofeo delle Industrie.
Von 2014 bis 2016 startete er in Formel-Rennen und fuhr in dieser Zeit mit dem Team RP Motorsport Euroformula Open. 2015 und 2016 erreichte er jeweils den zehnten Gesamtrang in dieser Serie. Zuvor trat er in der Saison 2014 in der ADAC Formel Masters an und belegte den zehnten Gesamtrang.

### GT-Motorsport
Ab 2016 konzentrierte Waliłko auf den GT-Motorsport und fuhr 2026 und 2027 in der Porsche GT3 Cup Challenge Central Europe. Von 2017 bis 2019 ging er in den beiden Markenmeisterschaften Porsche Carrera Cup Deutschland und Porsche Supercup an den Start. Seine beste Porsche-Carrera-Cup-Gesamtwertung erzielte er 2018 mit dem siebten Platz. Im Supercup erreichte er 2017 mit dem 17. Platz seine beste Gesamtwertung.
2020 und 2021 trat er in der ADAC GT Masters an. Im ersten Jahr startete er für BWT Mücke Motorsport mit einem Audi R8 LMS GT3 Evo und im zweiten Jahr in der Serie mit einem Mercedes-AMG GT3 Evo des Team Zakspeed Mobil Krankenkasse Racing. 2021 wurde er zusammen mit Jules Gounon Sechster im Gesamtklassement.
2022 und 2023 fuhr er in der GT World Challenge Europe. Im ersten Jahr wurde er in der Silber Cup-Wertung des Sprint Cups Zehnter.
Waliłko bestritt 2017 mit einem Porsche 911 GT3 Cup (Typ 991) drei Langstreckenrennen in der 991-Wertung der 24H Series und erreichte den siebten Gesamtplatz.